# Muzeum Byłego Obozu Zagłady w Sobiborze
Muzeum Byłego Obozu Zagłady w Sobiborze – muzeum znajdujące się w obrębie wsi Żłobek koło Sobiboru, na terenie stanowiącym podczas II wojny światowej niemiecki obóz zagłady (SS-Sonderkommando Sobibor).

## Historia
Muzeum zostało założone 14 października 1993, tj. w 50. rocznicę zbrojnego powstania więźniów obozu.
Początkowo Muzeum Byłego Hitlerowskiego Obozu Zagłady w Sobiborze stanowiło filię założonego w 1981 Muzeum Pojezierza Łęczyńsko-Włodawskiego (obecnie Muzeum – Zespół Synagogalny we Włodawie). Kompleks muzealny składał się wówczas z pomnika matki żydowskiej z dzieckiem, kopca z prochami ofiar obozu oraz budynku muzealnego znajdującego się przy dawnej stacji kolejowej, połączonego z pozostałymi częściami muzeum tzw. szlakiem pamięci. W budynku, czynnym okresowo – od maja do października, mieściła się stała wystawa Sobibór – obóz śmierci (otwarta w 2000).
W czerwcu 2011, z powodu kłopotów finansowych i wobec braku wsparcia ze strony Ministerstwa Kultury, Muzeum Byłego Hitlerowskiego Obozu Zagłady zostało przejściowo zamknięte dla zwiedzających. W maju 2012 placówka stała się oddziałem Państwowego Muzeum na Majdanku. Od 2000 roku na terenie byłego obozu prowadzono prace archeologiczne. Obecnie muzeum jest otwarte dla zwiedzających; planowane jest również stworzenie nowej formy upamiętnienia ofiar dokonanego w Sobiborze ludobójstwa.

## Wyróżnienia
2024- wyróżnienie w konkursie na najlepsze europejskie muzeum roku EMYA 2024 (European Museum of the Year Award)